# Nocturn en mi menor, op. post. 72 (Chopin)

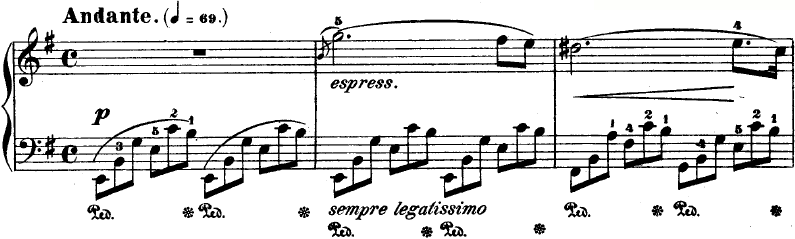
Inici del Nocturn op. post. 72

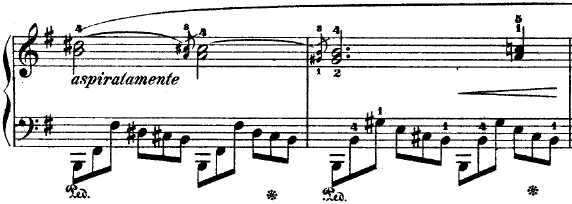
Segon tema, en si major.

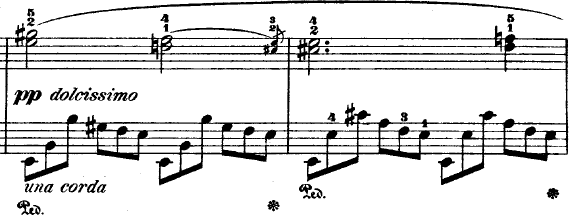
Segona part del segon tema, en mi major.

El Nocturn en mi menor, op. post. 72, és una obra per a piano sol de Frédéric Chopin; seria el dinovè que es publicaria, ja de manera pòstuma, l'any 1855; es va encarregar de la publicació Julian Fontana, que considerava que era una obra de joventut, de l'any 1827; durant molt temps, aquesta data es va considerar indiscutible.

## Anàlisi musical
Es pot considerar que en alguns aspectes és similar al Nocturn en mi bemoll major, op. 55 núm. 2, publicat per Chopin el 1844. Ambdós nocturns mostren un estructura en dues seccions que és única en els seus nocturns, en els quals la segona secció tan sols reforça la primera. També en tots dos nocturns, la segona secció compta amb un canvi que passa d'una melodia suau a un recitatiu agitat, adornat de manera expressiva per passatges amb escales ràpides i trinats.
La composició compta amb una línia ininterrompuda de tresets de corxera en l'acompanyament per sota d'una una melodia lenta la mà dreta amb blanques, negres, dosets i tresets de corxera. Es compon de 57 compassos en 4/4 amb la indicació de tempo Andante, amb una indicació de metrònom de 69 pulsacions.
Una anàlisi informal de la peça és la següent:
- Compassos 1: Introducció; primer tema.
- Compassos 2-9: Tema A, en mi menor.
- Compassos 10-17: Variació sobre el tema A, començant amb octaves a la mà dreta.
- Compassos 18-22: Interludi
- Compassos 23-30: Tema B, en si major, que consisteix en una frase de quatre compassos, que es repeteix amb variacions; segon subjecte.
- Compassos 31-38: Variació molt ornamentada sobre el tema A, en mi menor; primer tema nou.
- Compassos 39-46: Variació sobre el tema A, començant amb octaves a la mà dreta.
- Compassos 47-54: Tema B, modulada a mi major; segon tema nou.
- Compassos 55-57: Coda en mi major.

## Cultura popular
- El nocturn és interpretat per Set de Nou en l'episodi "Error humà" de Star Trek: Voyager.
- El nocturn és interpretat per Doc Holliday en un piano de sala de jocs, en la pel·lícula Tombstone (1993).
- Va ser utilitzat com a tema principal a The Secret Garden (1987).